# Hanniwka (hromada Petrowe)
Hanniwka (ukr. Ганнівка) – wieś na Ukrainie, w obwodzie kirowohradzkim, w rejonie aleksandryjskim, w hromadzie Petrowe. W 2001 liczyła 1655 mieszkańców, spośród których 1581 wskazało jako ojczysty język ukraiński, 63 rosyjski, 4 mołdawski, a 7 białoruski.